# Habib Lakhal
Habib Lakhal (ar. حبيب لكحل; ur. 1 stycznia 1961) – tunezyjski zapaśnik walczący w stylu klasycznym. Olimpijczyk z Seulu 1988, gdzie odpadł w eliminacjach w kategorii 62 kg.
Zajął dwudzieste miejsce na mistrzostwach świata w 1987. Zdobył dwa brązowe medale na igrzyskach afrykańskich w 1987. Pięciokrotny medalista mistrzostw Afryki, złoty w 1988 i 1989. Brązowy medalista mistrzostw Arabskich w 1979 i 1983. Piąty na igrzyskach śródziemnomorskich w 1991 i szósty w 1987 roku.
- Turniej w Seulu 1988

Przegrał Marokańczykiem Brahimem Loksairim i Irańczykiem Ahadem Dżawanem Salehem.